# 陳文饒
陳文饒（1911年9月11日—2010年12月16日），越南革命活動家、教師、科學家、歷史學家和哲學家。原南圻處委書記，原南部抗戰委員會主席。

## 生平

### 早年經歷
1911年9月6日（根據胡志明市第二國家檔案中心的資料爲9月11日），陳文饒出生於新安省週城縣安陸隆社（今隆安省）一個富裕的田主家庭中。許多人知道他的外號饒老六（Sáu Giàu），但是他在家中被稱爲記老十（Mười Ký）。
憑藉優渥的家庭條件，1926年，陳文饒在西貢就讀於西貢的夏瑟卢-鲁巴中学。1928年畢業後，他被家人送往法國圖盧茲大學留學，他向家人承諾會“取得兩個博士學位”。
1929年3月，陳文饒加入了法國共產黨，並積極投身於圖盧茲市越南留學生和工人的工人與鬥爭運動中。1930年5月，他被圖盧茲的越南工人和留學生推舉爲代表，前往巴黎參加法國總統府前的示威活動，要求撤銷對安沛起義領導者們的死刑，遭到了警察的拘留。後來他被法國政府驅逐回國。

### 成爲革命家
回國後，他的父親只是對他說：“盡忠也是盡孝”。他回到了西貢，在黃公發私立學校（Trường tư thục Huỳnh Công Phát）任教，並參加了西貢-堤岸的革命活動。在此期間，他被接納加入了印度支那共產黨，被組織指派與海潮（阮科文）一起負責南圻處委的學生和反帝委員會。
由於他的公開的反殖民政府活動，從他在法國留學以來殖民當局一直在注意他。1935年6月25日，他被法國在西貢的法院以顛覆政權罪判處5年監禁和10年管制。在被關押在西貢大監獄時，囚犯編號爲6826 mpp的他被囚犯們派爲總代表，多次與典獄長鬥爭，要求改善囚犯的生活條件。因此，爲了隔離他和其他囚犯，1937年6月26日，他和一些同志被單獨關押在S號建築，直到刑滿。
1940年4月23日，陳文饒刑滿釋放，但在幾天后再次被捕，並被送往耶來營地。與他一起的還有曹巳、記者阮公忠和一名押解兵張文饒。在耶來，他再次被推舉爲總代表。

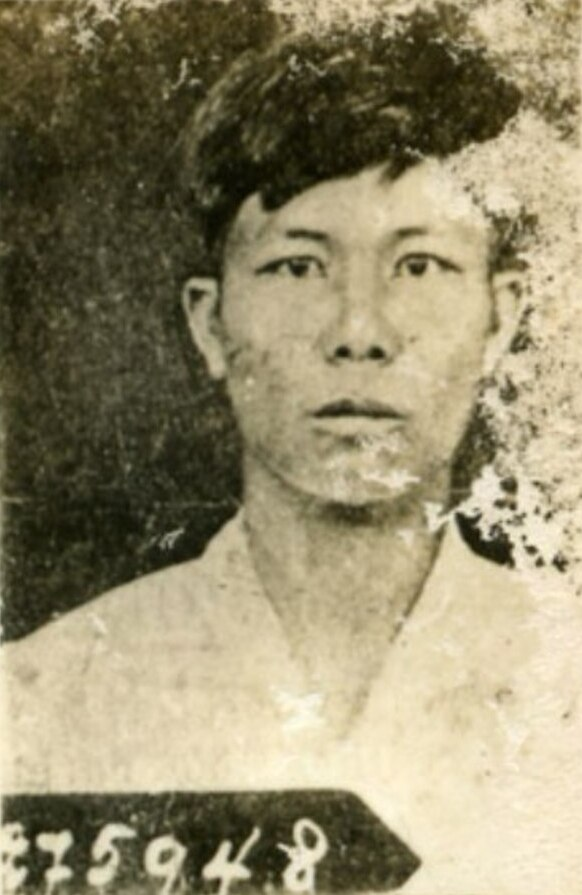
1940年被關押於耶來的陳文饒

1941年底，他參與指導一些政治犯獄友們組織越獄。1942年3月初，他本人參加了第二次越獄，一起越獄的還有周文角、陳文傑、楊文福、張光壬、阮公忠、阮文德和蘇記等8人。成功越獄後，衆人往多個方向分散。陳文饒在多次搬遷後，試圖重新取得聯絡，回到西貢活動。

### 領導把握時機
1943年10月13日至15日，南圻各省省市的一些共產黨組織代表在美湫省𢄂𥺊舉行會議，決定重建南圻處委。因爲陳文饒未能出席，會議選舉楊文福（楊光東）爲書記，但楊文福宣布只是暫時擔任（實際任職至1945年3月9日），並將會把這一職務交還給陳文饒，並得到了會議的同意。
作爲南圻處委書記，在聯絡不到北方的中央，不知道阮愛國已經回國，召開了印度支那共產黨中央委員會第八次會議並成立越盟的情況下，他提出“不能坐等，我們不得已必須自己爲南圻制定一條革命路線”。在短時間內，他和同志們積極地開展基層建設活動，以便集中力量，抓住時機。他主張：“我們必須比所有親日政黨和教派都強大，才能把政權掌握在人民手中。”在此基礎上，處委：
- 迅速恢復各級黨組織系統，特別是西貢-堤岸的各基層組織。陳文饒親自負責西貢-堤岸幹事委員會。
- 恢復工會組織，成立南圻總工會（1944年4月），半年內，迅速發展了40個基層工會，5000名會員。
- 將許多知識份子、學生和工商人士聚集在新民主團（Tân dân chủ đoàn）、國語傳播協會（Hội truyền bá quốc ngữ）、青年報社（nhóm báo Thanh Niên）等組織中。
- 出版《前鋒報》（báo Tiền Phong）和《獨立路上的越南》（Việt Nam trên đường độc lập）、《民族的曙光》（Rạng đông của dân tộc）等袖珍書，開設由陳文饒親自擔任講師的政治培訓班。[12]

陳文饒說：“革命是人民的事業，只有黨的力量無法進行革命，必須有數百萬同胞的參與和起義。”通過范玉石、阮文守、黃文聲等祕密黨員幫助建立和掌握青年先鋒組織，南圻處委爲活動中的共產黨員們打掩護，迅速聚集了一支龐大的力量，超越了當時的其他政治組織，包括解放處委的共產黨員們。
1945年4月中旬，黨中央的聯絡員李政勝和阮氏琦（Nguyễn Thị Kỳ）帶著第八次會議（1941年）的決議和指示“日法對峙和我們的行動”來到南方，南圻處委隨後組織南部越盟陣線。

### 三次會議
在日本宣佈向同盟國投降后，認識到時機已經到來了，1945年8月15日晚，處委常委會成立了起義委員會，並召開了南圻處委擴大會議，討論起義問題，計劃次日趁著青年先鋒在西貢宣誓的機會起義。會議於16日晚在Chợ Đệm舉行，然而，鑒於南圻起義的經驗，一些代表就時間問題進行了激烈的辯論。會議同意繼續做充分準備，等待河內的消息，將起義日期推遲到了18日。
17日，50,000名先鋒青年團員的宣誓儀式在西貢舉行，這是對處委控制的力量的一種表揚形式。然而，處委的成員們同意推遲起義時間。19日，越盟陣線組織公開亮相。
在收到河內起義勝利的消息後，8月20日上午的第二次Chợ Đệm會議，繼續討論起義問題，計劃在當天下午起義。然而，仍有代表擔心日軍在西貢有一支可以鎮壓起義的部隊。陳文饒先生建議選擇新安作爲起義的試點，並派代表回省內發動起義。
8月22日晚，新安的起義的到了成功。8月23日晚舉行的第三次Chợ Đệm會議立即指定成立全南部的臨時行政委員會，簡稱南部臨時委員會（Lâm ủy Nam Bộ），陳文饒擔任主席。8月24日下午，在南圻處委的領導下，先鋒青年武裝部隊在新安、邊和、土龍木和西寧發動起義奪取政權，然後向西貢集合。8月25日，西貢爆發了大規模抗議活動，大多數管理設施被南部臨時委員會控制。

### 指揮南部

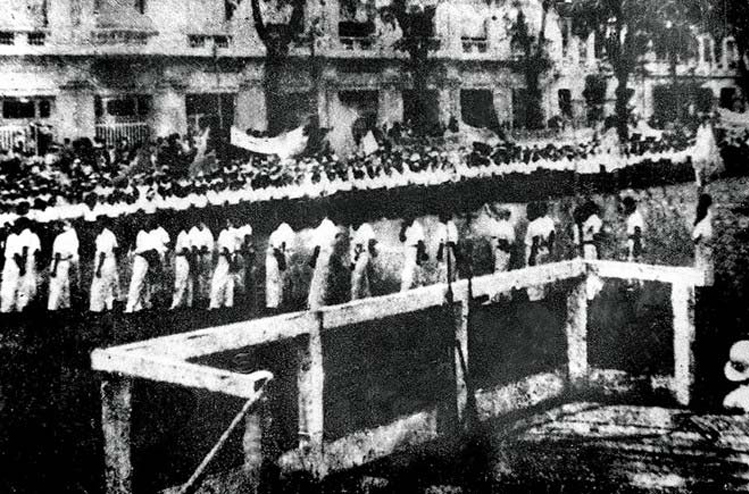
1945年9月2日位於西貢的獨立儀式

1945年9月2日越南獨立大典時，南部臨時委員會組織收聽越南之聲廣播，並通過擴音器播放胡志明的獨立宣言。然而，由於技術原因，轉播失敗了。越南民主共和國臨時革命政府衛生部長和先鋒青年領袖范玉石博士宣讀了政府的宣誓。記者阮文阮代表南圻處委和越盟圻部呼籲擁護越盟。當時還只有34歲的陳文饒代表南部臨時委員會爲慶祝獨立日發表了講話。
在這之前的1943年10月，南圻處委重新成立，由陳文饒擔任書記，另外還有一個獨立運作的印度支那共產黨組織。為了區分，歷史研究者們通常將後者稱爲解放處委（Xứ ủy Giải phóng），因爲該組織的機關報是《解放報》，或稱爲舊越盟；而陳文饒擔任書記的處委通常被稱爲前鋒處委（Xứ ủy Tiền phong），因爲它的機關報是《前鋒報》， 又稱新越盟。
1941年1月，南圻處委重新成立時，潘文圭任書記，出版《解放報》。1941年年中，南圻處委遭到殖民政府逮捕、無效化後，1942年東部聯合省委（Liên tỉnh ủy miền Đông）成立了，隨後1943年南圻東部幹事委員會（Ban cán sự miền đông Nam Kỳ）成立，1944年是南圻越盟圻部成立。包括陳文微、黎有喬、黎明定、陳文茶、製（鞋匠）、裴文譽、陳文迦、蘇記等共產黨員在《解放報》的秘密出版組織中，獨立運作，仍然以圻部的名義活動。該小組打算重組南圻處委，總部設在西貢，但由於主要成員被追捕，必須不斷轉移，經常失去聯繫，無法召集。
新南圻處委成立后，陳文饒邀請解放組織的成員阮氏十加入南圻處委。然而，由於組織方式的差異，統一領導的嘗試沒有成功。解放組織繼續獨立運作，並建立了自己的基層組織。1944年11月，解放組織的大多數成員被殖民當局拘留，印刷廠也被拆除。日軍在法屬印度支那發動三九政變後，許多成員趁機逃離監獄。
1945年3月20日，解放組織在美湫核芒（Xoài Hột）舉行會議，成立了南圻臨時處委，選舉民孫子（即陳文微）爲書記。1945年5月，臨時處委在旭門婆點召開會議，成立了正式處委，名爲南圻幹事委員會（Ban cán sự Nam Kỳ），由黎有喬擔任書記。
長征總書記指出：“南圻黨部正處於危險之中。1945年三九政變前，後江的同志們在《先鋒報》上發表“抗日建國”的口號，主張撤回反法口號，理由是與民主的法國合作，打擊日本法西斯。前江的同志們又在《解放報》上罵先鋒組織“親法”， 誇讚法國精神；這些同志在3月9日的“政變”後依舊保留了“驅除日本、法國法西斯”。1945年7月，兩個處委的聯合行動委員會成立了，但兩個處委仍然單獨運作。1945年8月兩個處委合併，翁文謙擔任書記。
此時距離越南獨立只有不到一個月的時間了，臨時委員會雖然控制的力量人數衆多，但是管理經驗不足。許多地方出現了無政府的現象，其他政治組織也在獨立發展自己的勢力。在南部同時有兩個處委組織的狀態，導致共產黨在南部的能力和威望下降，甚至在兩個組織之間出現了矛盾和衝突。中央派遣了黃國越和高鴻領南下（8月27日抵達西貢）統一處委，並將先鋒青年和救國青年組織合併，於9月7日成立了新的南部行政臨時委員會，由范文白擔任主席，陳文饒擔任副主席兼軍事委員會主任，並邀請一些非越盟人士加入政府。據黃國越說，“我們和南部處委當時的主張是必須選擇一些有聲望的知識份子，而不是共產黨員擔任南部主席，因爲南部當時的情況在對內和對外上都有需要。”
與此同時，自1945年9月12日以來，法國軍隊不斷湧入西貢，經常發起挑釁或提出各種不平等條件，單方面煽動各組織之間的衝突，尋求武裝干預的藉口。面對這種情況，脆弱的臨時委員會政權只能以拖延的準備抗戰。9月22日晚，法國軍隊開火佔領了南部臨時委員會總部、國家自衛局和其他一些臨時委員會政權的設施。由於事先的準備，臨時委員會領導得以立即逃脫了追捕，並指揮武裝隊伍發起反擊。1945年9月23日，在梅樹路（今阮廌路）629號的屋中召開了會議，成員有：黃國越、高鴻領（來自越盟總部），翁文謙、阮文阮（來自處委），范玉石、吳晉仁（來自人民委員會），黃文聲、陳文饒（來自抗戰委員會）等人。陳文饒被任命爲南部抗戰委員會主席，發出了南部抗戰運動的號召。
陳文饒和同志們一起盡了最大的努力，採取措施集合反法聯合隊伍，嚴厲打擊分裂臨時委員會的武裝政治團體。正是由於這些指示，他經常被反對者們視爲殘忍、冷漠和無情的人。
10月中旬，中央決定成立新處委，在先鋒和解放兩個共產主義團體統一的基礎上，以南部處委（Xứ ủy Nam Bộ）的名義成立，由孫德勝擔任書記（10月15日至10月25日期間，黎筍被任命為書記）。各個先鋒組織和武裝團體都併入了越盟，使用全國統一的稱號。舊越盟和新越盟的分別到這時才完全結束。
中央還派遣陳文饒與先鋒青年領袖范玉石博士（被任命爲越南民主共和國臨時革命政府衛生部長）和楊白梅前往河內。在河內，他多次發表演講以解決越盟和越南國民黨的矛盾。然後，他反映了他的願望：允許他回到南部戰場，如果不行，就讓他去柬埔寨和泰國爲南部建立一個後勤基地。他的第二個願望得到了同意。在泰國，他一邊動員許多越僑青年前往越南南部作戰，一邊爲南部軍民購買補給武器。

### 教育事業與歷史學研究
1947年初，陳文饒被調回越北戰區；自1950年3月起，他接替阮晉怡仲博士擔任越南通信署總監督。1951年，陳文饒進入教育部，參與建設大學預科和高級師範。
1954年11月，文科師範大學和科學師範大學成立，陳文饒成爲學校黨部首位黨委書記，兼任講授政治、哲學、世界歷史和越南歷史（他被認爲現代越南師範科學中這些學科的的奠基人）。
1955-1956學年，陳文饒被國家授予第一批教授資格。1956年年中，河內綜合大學成立，他被任命爲該校黨委書記，但仍參加河內師範大學的教育活動。
1962年至1975年，陳文饒在越南社會科學委員會（今越南社會科學翰林院）歷史研究所工作。1975年後，他繼續從事社會科學研究。

### 逝世
2010年12月16日17時20分，陳文饒在胡志明市統一醫院去世，享年100歲。

## 家庭
陳文饒的妻子是杜氏道（Đỗ Thị Đạo），兩人沒有生育子女，但是有一個養女丁秋春（Đinh Thu Xuân）博士。

## 榮譽和稱號
- 80年黨齡紀念章（2009年8月24日由胡志明市市委頒發）[24]
- 胡志明勳章和其他高級勳章（一級獨立勳章、一級抗法抗戰勳章、一级抗美救國抗戰勳章等）[25]
- 教授（1956年）
- 人民教師（1992年）[26]
- 革新時期勞動英雄（2003年）[26]
- 歷史著作被授予1996年首屆胡志明獎

## 紀念
2002年胡志明市人民委員會設置陳文饒獎（全稱陳文饒科學獎），該獎每年頒發給兩個越南南部和南中部歷史和思想史的優秀作品。
2012年，胡志明市平盛郡以陳文饒命名的普通中學投入使用。
胡志明市平新郡與平政縣的一條道路被命名爲陳文饒街。

## 著作
- 《回憶1940－1945年》（Hồi ký 1940–1945）[11]
- 《普通哲學》（Triết học phổ thông）[32]
- 《辯證法》（Biện chứng pháp），1955年[33]
- 《宇宙觀》（Vũ trụ quan），1956年[33]
- 《歷史唯物》（Duy vật lịch sử），1957年[33]
- 《十九世紀到八月革命越南思想的發展》（Sự phát triển của tư tưởng Việt Nam thế kỷ 19 đến Cách mạng tháng Tám），1990年，三卷[33]
- 《越南民族的傳統價值》（Giá trị truyền thống của dân tộc Việt Nam），1993年[33]
- 《1858年以前阮朝政權的危機》（Sự khủng hoảng của chế độ nhà Nguyễn trước 1858）[34]
- 《反抗侵略軍的歷史》（Lịch sử chống quân xâm lăng），1956年－1957年，三卷[35]
- 《越南工人階級的歷史》（Lịch sử Giai cấp công nhân Việt Nam）[35]
- 《越南近代歷史》（Lịch sử cận đại Việt Nam）[32]
- 《南方堅守銅城》（Miền Nam giữ vững thành đồng），1964年－1978年，五卷[33]
- 《胡志明市文化地志》（Địa chí văn hóa Thành phố Hồ Chí Minh），與陳白藤合作[33]
- 《越南工人階級》（Giai cấp công nhân Việt Nam）[33]